# Moses Ndiema Masai
Moses Ndiema Masai (* 1. června 1986 Kapsogom) je keňský atlet, běžec, který se věnuje středním, převážně však dlouhým tratím.
První úspěchy zaznamenal v roce 2005 na juniorském mistrovství Afriky v tuniském Radès, kde získal dvě zlaté medaile (5000 m, 10 000 m). Na světovém atletickém finále 2007 ve Stuttgartu skončil v běhu na 5000 metrů na třetím místě. Jeho hlavní disciplínou je běh na 10 000 metrů. V roce 2008 doběhl na letních olympijských hrách v Pekingu ve finále na čtvrtém místě v čase 27:04,11. Ve stejném čase doběhl také další Keňan Micah Kogo, kterému však cílová fotografie přidělila bronzovou medaili. O rok později získal na mistrovství světa v Berlíně na stejné trati bronzovou medaili. Trať zaběhl v čase 26:57,39. Druhý Zersenay Tadese z Eritrey byl o sedm sekund rychlejší a vítězem se stal Etiopan Kenenisa Bekele v čase 26:46,31.
Jeho mladší sestra Linet se rovněž věnuje atletice.